# 沈黙の聖戦
『沈黙の聖戦』（ちんもくのせいせん、Belly of the Beast）は、2003年制作のアメリカ映画。日本では2004年10月2日に劇場公開されたが、アメリカではビデオ発売のみ。

## ストーリー
元CIA工作員ジェイク・ホッパーは妻を亡くし、娘のジェシカと二人で暮らしていた。ある日、ジェシカが、友人である上院議員の娘サラともどもタイでテロリストに誘拐される。テロリストは仲間の釈放を求めるが政府は要求を拒否する。ジェイクは単身タイに乗り込み娘の救出に向かう。

## スタッフ
- 監督 - チン・シウトン
- 製作 - ジェイミー・ブラウン、ランダル・エメット、ジョージ・ファーラ、ゲイリー・ホーサム、スティーヴン・セガール、ジョン・トンプソン、チャールズ・ワン
- 製作総指揮 - ダニー・ディムボート、アヴィ・ラーナー、トレヴァー・ショート
- 脚本 - ジェームズ・タウンゼント
- 撮影 - ダニー・ノワク

## 登場人物
ジェイク・ホッパー
演 - スティーヴン・セガール
元CIA工作員。妻を亡くしている。現在は私立探偵。
スンティ
演 - バイロン・マン
ジェイクの相棒。任務中に一般人を誤射して償いとして出家して僧侶となる。ジェイクがタイにいることを知り、協力するために現れる。
ルル
演 - モニカ・ロー
フィッチの店で働くホステス。挨拶はちゃんとする。店で働いて3ヶ月。事件を通してジェイクと恋仲になる。
ジャンタパン
演 - トム・ウー
将軍。鍛え抜かれた筋肉質。弓術にも長けている。
フィッチ・マクウェイド
演 - ヴィンセント・リオッタ
ジェイクのCIA時代の同僚。自身もCIAをやめているがコネを持っている。実はアブ・カラフの人間。
モンコル
演 - ポンパット・ワチラバンジョン
アブ・カラフのリーダー。ザディールの取引相手。
レオン・ワシントン
演 - パトリック・ロビンソン
タイ駐在のCIA捜査官。滞在歴は4年。
ジェシカ・ホッパー
演 - サラ・マルクル・レイン
ジェイクの娘。サラの巻き添えを食らう形で誘拐される。父に対する信頼は深く、監禁されても気丈にふるまえる強さとなる。
サラ
演 - エリド・マックイーン
上院議員の娘。ジェシカの友人でもある。誘拐され、未遂に終わったとはいえ強姦されかけるなど、不幸な女性。
トム・コリンズ
ジェイクのCIA時代の同僚。
ブライス
ジェシカのボーイフレンド。誘拐犯に射殺される。
ラッセル
サラのボーイフレンド。誘拐犯に喉元を斬られて殺害される。
フェルナンド・サディール
フランス育ちのアルジェリア人。アブ・カラフに武器を供給している武器商人。表の職業は家具屋。地元警察を買収している。レナに始末される。
レナ
ザティールの恋人。バックに大物がいる。実は男。

## キャスト
| 役名                   | 俳優                         | 日本語吹替                                   | 日本語吹替                                                                                   |
| 役名                   | 俳優                         | ソフト版                                     | テレビ東京版                                                                                 |
| ---------------------- | ---------------------------- | -------------------------------------------- | -------------------------------------------------------------------------------------------- |
| ジェイク・ホッパー     | スティーヴン・セガール       | 大塚明夫                                     | 大塚明夫                                                                                     |
| スンティ               | バイロン・マン               | 小山力也                                     | 楠大典                                                                                       |
| ルル                   | モニカ・ロー                 | 五十嵐麗                                     | 渡辺美佐                                                                                     |
| ジャンタパン将軍       | トム・ウー                   | 江川央生                                     | 石塚運昇                                                                                     |
| フィッチ・マクウェイド | ヴィンセント・リオッタ       | 横島亘                                       | 野島昭生                                                                                     |
| ジェシカ・ホッパー     | サラ・マルクル・レイン       | 小林沙苗                                     | 坂本真綾                                                                                     |
| モンコル               | ポンパット・ワチラバンジョン | 廣田行生                                     | 廣田行生                                                                                     |
| レオン・ワシントン     | パトリック・ロビンソン       | 西凜太朗                                     | 小山力也                                                                                     |
| サラ                   | エリド・マックイーン         | きっかわ佳代                                 | あさむらまほり                                                                               |
| その他                 | N/A                          | 嶋崎伸夫 河相智哉 川村拓央 鳥井鉄夫 根津貴行 | 松本大 塾一久 佐藤祐四 川島得愛 水野龍司 高宮武郎 花田光 田中正彦 柳沢栄治 木下尚紀 大鐘則子 |
| 日本語版制作スタッフ   |                              |                                              |                                                                                              |
| 演出                   | 演出                         | 多部博之                                     | 蕨南勝之                                                                                     |
| 翻訳                   | 翻訳                         | 瀬尾友子                                     | 平田勝茂                                                                                     |
| 調整                   | 調整                         |                                              | 栗林秀年                                                                                     |
| 効果                   | 効果                         | VOX                                          | VOX                                                                                          |
| 録音                   | 録音                         | コスモスタジオ                               |                                                                                              |
| 担当                   | 担当                         |                                              | 井村恵樹 井村太一                                                                            |
| 制作                   | 制作                         | アートポート コスモプロモーション            | スケアクロウ                                                                                 |
| 初回放送               | 初回放送                     | N/A                                          | 2007年4月12日 『木曜洋画劇場』                                                               |